# Sandrine Vandionant
Sandrine Vandionant (18 de septiembre de 1980) es un deportista francesa que compitió en tiro con arco, en la modalidad de arco compuesto.
Ganó dos medallas en el Campeonato Mundial de Tiro con Arco al Aire Libre, en los años 2003 y 2013, cuatro medallas en el Campeonato Europeo de Tiro con Arco al Aire Libre entre los años 2000 y 2004, y tres medallas en el Campeonato Europeo de Tiro con Arco en Sala, en los años 2000 y 2004.

## Palmarés internacional
| Campeonato Mundial al Aire Libre | Campeonato Mundial al Aire Libre | Campeonato Mundial al Aire Libre | Campeonato Mundial al Aire Libre |
| Año                              | Lugar                            | Medalla                          | Prueba                           |
| -------------------------------- | -------------------------------- | -------------------------------- | -------------------------------- |
| 2003                             | Nueva York (Estados Unidos)      | Medalla de plata                 | Equipo                           |
| 2013                             | Belek (Turquía)                  | Medalla de bronce                | Equipo                           |
| Campeonato Europeo al Aire Libre |                                  |                                  |                                  |
| Año                              | Lugar                            | Medalla                          | Prueba                           |
| 2000                             | Antalya (Turquía)                | Medalla de plata                 | Equipo                           |
| 2002                             | Oulu (Finlandia)                 | Medalla de bronce                | Equipo                           |
| 2004                             | Bruselas (Bélgica)               | Medalla de oro                   | Equipo                           |
| 2004                             | Bruselas (Bélgica)               | Medalla de bronce                | Individual                       |
| Campeonato Europeo en Sala       |                                  |                                  |                                  |
| Año                              | Lugar                            | Medalla                          | Prueba                           |
| 2000                             | Spała (Polonia)                  | Medalla de oro                   | Equipo                           |
| 2004                             | Sassari (Italia)                 | Medalla de oro                   | Individual                       |
| 2004                             | Sassari (Italia)                 | Medalla de oro                   | Equipo                           |